# Basejumpen

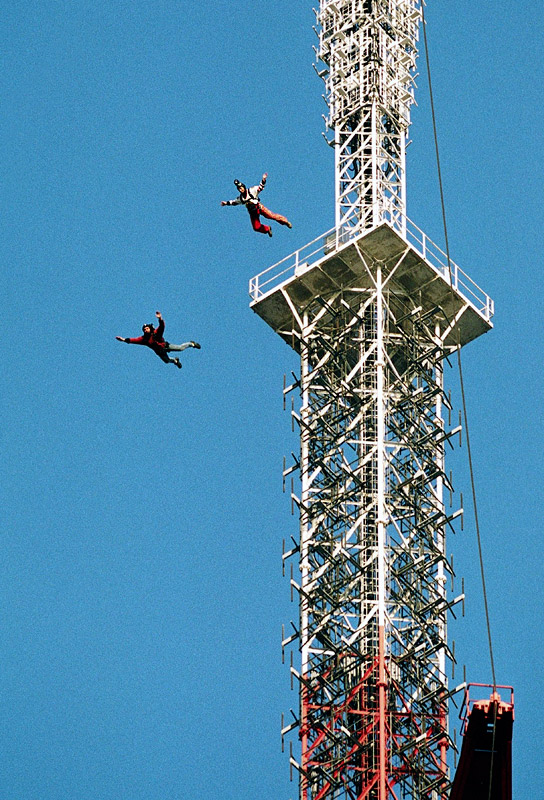
Basejumpen

Basejumpen is een vorm van parachutespringen waarbij niet vanuit een vliegtuig of helikopter gesprongen wordt, maar wel vanaf een hoog punt op aarde, zoals een gebouw of berg. Het woord 'basejumpen' is ontleend aan het Engelse 'base jump', waarbij 'base' een acroniem is dat staat voor 'Building, Antenna, Span en Earth'. In deze afkorting staan de letters voor de objecten waar het meest van af wordt gesprongen (gebouw - antennemast - brug - klif). Het woord heeft als geheel ook de betekenis "basis", aangezien het springen van een basis, niet vanuit een vliegtuig, centraal staat in deze sport.
Basejumpen is een gevaarlijke activiteit. Ten eerste heeft de springer geen reserveparachute als de hoofdparachute zou weigeren. Ten tweede kan het gebeuren dat er een "off-heading opening" optreedt, dat wil zeggen dat de parachute zich opent in de richting van het object waarvan afgesprongen wordt. De parachutespringer moet dan uiterst snel reageren om niet tegen het object aan te vliegen. Basejumping valt onder de risicosporten.
Hoewel het gevaarlijk is, geldt dit voornamelijk voor de basejumper zelf. In de meeste landen is er geen wetgeving voor basejumpen en is het derhalve ook niet verboden. Alleen in sommige nationale parken is het expliciet verboden.
Wingsuit base is basejumpen in een wingsuit, en vereist veel ervaring met zowel wingsuit uit een vliegtuig als basejumpen met alleen een parachute. Het is een van de gevaarlijkse sporten.
Op 4 januari 2023 verongelukte de Nederlandse basejumper Jarno Cordia tijdens een wingsuit base sprong vanaf een klif in Lauterbrunnen, door meerdere botsingen tegen een rotswand. Hij was wereldkampioen wingsuit en is opgenomen in het Guinness Book of Records met de langste indoor vrije val in een wingsuit.

## Bekende basejumpers
- Franz Reichelt, een van de eerste basejumpers
- Felix Baumgartner, sprong van de Petronas Twin Towers
- Cedric Dumont, diverse sprongen